# Oreopanax cissoides
Oreopanax cissoides  es una especie de fanerógama en la familia de Araliaceae. 

## Hábitat
Es endémica de Perú. Es una sp. arbórea solamente vista en la descripción original, colectada en una localidad no precisada, probablemente de fragmentos de bosque en la cuenca del Marañón, en el Departamento de Cajamarca

## Taxonomía
Oreopanax cissoides fue descrita por Hermann Harms y publicado en Notizblatt des Botanischen Gartens und Museums zu Berlin-Dahlem 11(106): 484–485. 1932.
Etimología
Oreopanax: nombre genérico que deriva de las palabras griegas: oreos = "montaña" y panax = "Panax".
cissoides: epíteto latíno compuesto que significa "similar a Cissus".